# Charles Coltman-Rogers
Pour les articles homonymes, voir Coltman et Rogers.
Charles Coltman-Rogers, né en 1854 et mort en 1929, est un botaniste britannique spécialiste des Pinaceae. Il est élu membre de la Linnean Society of London, le 4 novembre 1920. Il est brièvement député du Royaume-Uni du Parti libéral pour la circonscription de Radnor.

## Quelques publications
- 1910, Mr. William Carruthers, Ph.D., F.R.S., F.L.S., F.G.S., &c: A sketch of the services rendered by W. Carruthers as Consulting Botanist to the Royal Agricultural Society of England. 12 pp.
- 1920, Conifers and their characteristics, éd. Kessinger Publishing, 368 pp.  (ISBN 1-120-18118-6)